# Как-Холь
Как-Холь (c тув. «топкое озеро») расположено на 45 км южнее города Кызыл, в Тандинском кожууне республики Тыва в 3,5 км западнее озера Дус-Холь (Сватиково). Площадь поверхности — 2,2 км². Высота над уровнем моря — 707 м.

## Общие сведения
Озеро расположено на юге Тувинской котловины в бессточной впадине. Здесь озёрная котловина гораздо обширнее: от неё в настоящее время сохранилось кроме самого озера Как-Холь, ещё 3 небольших и мелких озерка.
Местность невзрачная. Много болот и солончаков, при этом белыми выцветами солей покрыта обширная площадь. Берега отлогие с несколькими низкими террасами, свидетельствующими о постепенном сокращении водной поверхности. В питании озера основная роль принадлежит ручью, впадающему на южном берегу. Кроме того есть и небольшие источники, в источниках солоноватая вода.

## Туризм
Озеро непригодно для купания ввиду малой глубины, но активно посещается населением с целью грязелечения. Чёрная грязь озера по характеристикам превосходит грязь крымского города Саки.

## Бальнеологические и курортные характеристики
Состав рапы хлоридный магниево-натриевый с высоким содержанием брома (pH 8.6). Минерализация колеблется от 70 г/л на юго-востоке, до 220 в центре. В отдельных местах достигает 330 г/л. Из микрокомпонентов отмечаются калий, бор, бром. На дне среди ила имеется корка солей толщиной 10-25 см